# Richard Brodhead

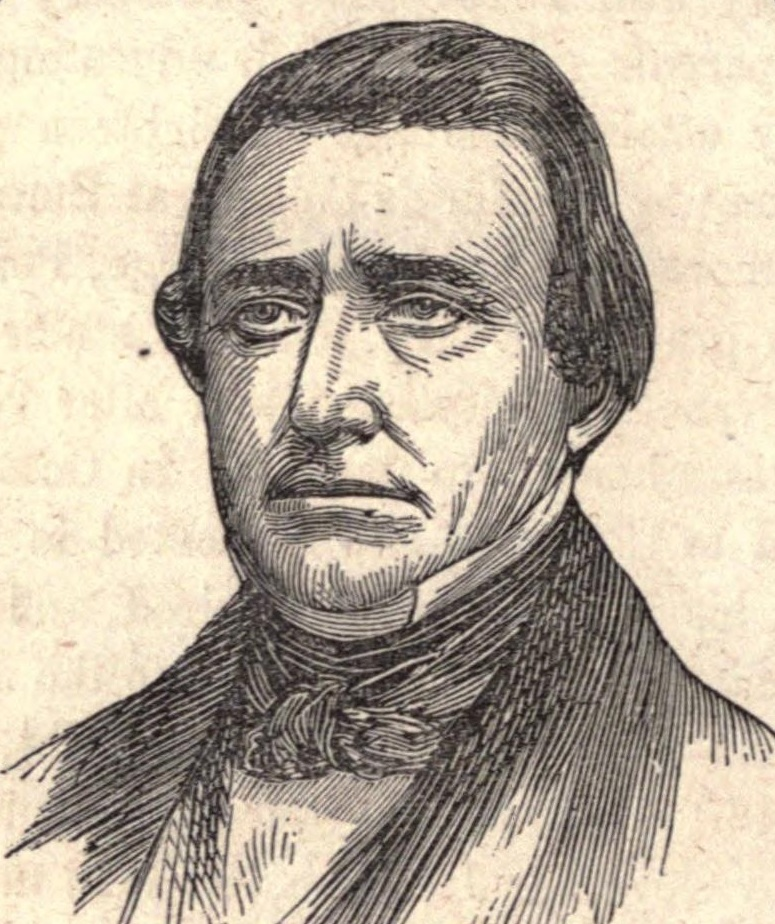
Richard Brodhead

Richard Brodhead (* 5. Januar 1811 im Lehman Township, Pike County, Pennsylvania; † 16. September 1863 in Easton, Pennsylvania) war ein US-amerikanischer Politiker der Demokratischen Partei, der den Bundesstaat Pennsylvania in beiden Kammern des Kongresses vertrat.
Im Jahr 1830 ließ sich Richard Brodhead in Easton nieder, dem Verwaltungssitz des Northampton County. Er studierte dort die Rechtswissenschaften, wurde 1836 in die Anwaltskammer aufgenommen und begann daraufhin in seinem neuen Beruf zu praktizieren. Von 1837 bis 1839 saß er als Abgeordneter im Repräsentantenhaus von Pennsylvania; im Jahr 1841 wurde er zum Kämmerer des Northampton County ernannt.
Am 4. März 1843 zog Brodhead als Vertreter des 10. Kongresswahlbezirks von Pennsylvania ins Repräsentantenhaus in Washington ein. Er wurde zweimal wiedergewählt und war während seiner sechsjährigen Amtszeit unter anderem Vorsitzender des Committee on Revolutionary Pensions. 1848 trat er nicht erneut an; dafür bewarb er sich zwei Jahre darauf um einen der beiden Sitze Pennsylvanias im US-Senat. Nach gewonnener Wahl gehörte er der Parlamentskammer vom 4. März 1851 bis zum 3. März 1857 an. Hier war er zeitweise Vorsitzender des Committee on Claims.
Sechs Jahre nach seinem Ausscheiden aus dem Senat starb Richard Brodhead in Easton. Sein Sohn Jefferson wurde ebenfalls Politiker und vertrat Pennsylvania von 1907 bis 1909 im US-Repräsentantenhaus.